# Jorge Gabriel
Jorge Gabriel (Jorge Gabriel Costa Mendes Fialho; Lisboa, 29 de maio de 1968) é um jornalista e apresentador de televisão português.

## Carreira
Entrou para a televisão em 1993. Na SIC começou por ser jornalista desportivo no programa "Os Donos Da Bola". Depois apresentou o concurso "Os Donos do Jogo" onde dois concorrentes respondiam a perguntas sobre futebol. Depois foi um dos apresentadores do "Praça Pública" com Júlia Pinheiro.
Substitui João Baião no Big Show SIC e também apresenta "A Roda dos Milhões", primeiro com Mila Ferreira e depois com Fátima Lopes. Também foi o apresentado de "O Bar da TV" um dos mais polémicos formatos que apresentou e o último na SIC.
Entra para o programa Praça da Alegria da RTP1 após a saída de Manuel Luís Goucha. Com Sónia Araújo marca pontos na sua carreira televisiva.
Em 2002 é o primeiro apresentador da nova fase do concurso "O Preço Certo em Euros". Depois, já em 2003, apresenta Quem Quer Ser Milionário? apresentado anteriormente por Carlos Cruz, Maria Elisa e Diogo Infante. Apresenta "Soccerstars" que foi uma aposta falhada da RTP.
Em 2004 recebe o Globo de Ouro para melhor apresentador de entretenimento.
Em 2005 regressa ao "prime-time" com "O Cofre" e "Música No Ar". Dá a voz ao apresentador do jogo "Buzz".
Em 2006 apresenta "Prova de Amor" e o Festival RTP da Canção. Entretanto é treinador adjunto (e mais tarde principal) de futebol na equipa do Futebol Clube de Arouca.
Em 2007 apresenta, além do Praça de Alegria, os programas Superconcurso e Sabe mais do que um Miúdo de 10 Anos?. Apresenta o concurso "O Cubo", produzido pela CBV, em 2010.
Em 2014, apresentou a “Fatura da Sorte” na RTP e o programa “Pit Stop”, ao lado de Patricia Bull e o piloto Miguel Barbosa.
Em 2018 apresentou, juntamente com José Carlos Malato, a 1.ª semifinal do Festival RTP da Canção 2018, na RTP.
Atualmente podemos encontra-lo na “Praça da Alegria” ao lado de Sónia Araújo na RTP1.

## Televisão
| Ano                | Canal                    | Programa                                 | Tarefa |
| ------------------ | ------------------------ | ---------------------------------------- | --- |
| 1992 - 1995        | SIC                      | Praça Pública                            | Apresentador com Júlia Pinheiro, Nuno Santos e Conceição Lino                                                |
| 1993               | SIC                      | Os Donos da Bola                         | Apresentador                                                                                                 |
| 1994               | SIC                      | Os Donos do Jogo                         | Apresentador                                                                                                 |
| 1995               | SIC                      | Big Show SIC                             | Apresentador                                                                                                 |
| 1996               | SIC                      | Sim ou Não                               | Apresentador                                                                                                 |
| 1996 - 1998        | SIC                      | Agora Ou Nunca                           | Apresentador                                                                                                 |
| 1998 - 2001        | SIC                      | Roda dos Milhões                         | Apresentador, com Mila Ferreira e a solo                                                                     |
| 1998               | SIC                      | Médico de Família                        | Ator |
| 1999 - 2000        | SIC                      | Dá-lhe Gás                               | Apresentador, com Raquel Prates e Catarina Pereira                                                           |
| 2000               | SIC                      | O Bar da TV                              | Apresentador                                                                                                 |
| 2000 - 2001        | SIC                      | Querido Professor                        | Ator |
| 2001               | SIC                      | Uma Noite Inesquecível                   | Ator |
| 2001               | SIC                      | Uma Aventura no Estádio                  | Ator |
| 2001               | SIC                      | SIC no País Natal                        | Apresentador, com Rita Pereira                                                                               |
| 2002 - 2003        | RTP1                     | O Preço Certo em Euros                   | Apresentador                                                                                                 |
| 2002 - 2013        | RTP1                     | Praça da Alegria                         | Apresentador com Sónia Araújo                                                                                |
| 2002 - presente    | RTP1                     | Natal dos Hospitais                      | Co-apresentador                                                                                              |
| 2003               | RTP1                     | A Minha Sogra É uma Bruxa                | Ator |
| 2004               | RTPN                     | Trio d'Ataque                            | Comentador                                                                                                   |
| 2004               | RTP1                     | Tonecas Regressa às Aulas                | Ator |
| 2005               | RTP1                     | O Cofre                                  | Apresentador                                                                                                 |
| 2006               | RTP1                     | Festival RTP da Canção 2006              | Apresentador, com Isabel Angelino                                                                            |
| 2006               | RTP1                     | Prova de Amor                            | Apresentador com Tânia Ribas de Oliveira                                                                     |
| 2007               | RTP1                     | Super Concurso                           | Apresentador                                                                                                 |
| 2007               | RTP1                     | Sabe Mais do Que Um Miúdo de 10 Anos?    | Apresentador                                                                                                 |
| 2007               | RTP1                     | Festival RTP da Canção 2007              | Apresentador com Isabel Angelino                                                                             |
| 2008               | RTP1                     | Quem Quer Ser Milionário?                | Apresentador                                                                                                 |
| 2008               | RTP1                     | Ainda Bem Que Apareceste                 | Ator |
| 2008 - 2015        | RTP1                     | Verão Total                              | Apresentador                                                                                                 |
| 2009               | RTP1                     | Duelo Final                              | Apresentador                                                                                                 |
| 2009               | RTP1                     | O Rei da Selva                           | Apresentador do Documentário                                                                                 |
| 2009               | RTP1                     | Programa das Festas                      | Apresentador                                                                                                 |
| 2010               | RTP1                     | O Cubo                                   | Apresentador                                                                                                 |
| 2010 - presente    | RTP1                     | Circo de Natal RTP                       | Apresentador                                                                                                 |
| 2013 - 2015        | RTP1                     | Aqui Portugal                            | Apresentador com Sónia Araújo e Hélder Reis                                                                  |
| 2013               | RTP1                     | Há Volta                                 | Apresentador com Isabel Figueira                                                                             |
| 2013               | RTP Informação           | Trio d'Ataque                            | Comentador                                                                                                   |
| 2014               | RTP Informação           | Pit Stop                                 | Apresentador                                                                                                 |
| 2014 - 2015        | RTP1                     | Fatura da Sorte                          | Apresentador                                                                                                 |
| 2015 - 2018        | RTP1                     | A Praça                                  | Apresentador com Sónia Araújo                                                                                |
| 2015               | RTP1                     | Festival RTP da Canção 2015              | Apresentador com Joana Teles                                                                                 |
| 2016 / 2018        | RTP1                     | Aqui Portugal                            | Apresentador substituto                                                                                      |
| 2016               | RTP1                     | RTP para Todos                           | Apresentador com Sónia Araújo                                                                                |
| 2017               | RTP1                     | Festival RTP da Canção 2017              | Apresentador com Tânia Ribas de Oliveira                                                                     |
| 2017 - 2018        | RTP1                     | RTP Mais Perto                           | Apresentador                                                                                                 |
| 2018 - presente    | RTP1                     | Praça da Alegria                         | Apresentador com Sónia Araújo                                                                                |
| 2018               | RTP1                     | Festival RTP da Canção 2018              | Apresentador com José Carlos Malato                                                                          |
| 2019               | RTP1                     | Festival RTP da Canção 2019              | Apresentador com José Carlos Malato                                                                          |
| 2019               | RTP1                     | Carnaval de Famalicão                    | Apresentador com Sónia Araújo e Hélder Reis                                                                  |
| 2019               | RTP1                     | Mão Dada a Moçambique                    | Co-Apresentador                                                                                              |
| 2019 / 2021 - 2024 | RTP1                     | Tradições da Páscoa                      | Apresentador com Sónia Araújo                                                                                |
| 2019               | RTP1                     | 7 Maravilhas Doces de Portugal           | Co-apresentador                                                                                              |
| 2019               | RTP1                     | Aqui Há Taça                             | Apresentador com Joana Teles e Tiago Goés Ferreira                                                           |
| 2019               | RTP1                     | Mercado Quinhentista                     | Apresentador com Sónia Araújo e Duarte Rebolo                                                                |
| 2019               | RTP1                     | Casamentos de Santo António              | Co-Apresentador                                                                                              |
| 2019               | RTP1                     | São João 2019                            | Co-Apresentador                                                                                              |
| 2019               | RTP1                     | Madeira 600 Anos                         | Apresentador com Vanessa Oliveira e Licínia Macedo                                                           |
| 2019 / 2021        | RTP1                     | Férias Cá Dentro                         | Co-Apresentador                                                                                              |
| 2019 - 2021        | RTP1                     | Festa das Vindimas                       | Co-Apresentador                                                                                              |
| 2019               | RTP1                     | Magalhães - 500 Anos da Circum-Navegação | Co-Apresentador                                                                                              |
| 2019               | RTP1                     | Festa de Natal                           | Apresentador com Sónia Araújo e Rita Belinha                                                                 |
| 2020               | RTP1                     | Carnaval de Ovar                         | Co-Apresentador                                                                                              |
| 2020               | RTP1                     | Festival RTP da Canção 2020              | Apresentador com Tânia Ribas de Oliveira                                                                     |
| 2020               | RTP1                     | Fabrico Internacional                    | Apresentador                                                                                                 |
| 2020               | RTP1                     | São João 2020                            | Co-Apresentador                                                                                              |
| 2020               | RTP1                     | 7 Maravilhas da Cultura Popular          | Co-Apresentador                                                                                              |
| 2020               | RTP1                     | Jardins Históricos                       | Co-Apresentador                                                                                              |
| 2020 - 2021        | RTP África               | Podium                                   | Apresentador na ausência de Rita Belinha                                                                     |
| 2020 - presente    | RTP Internacional / RTP1 | Hora dos Portugueses                     | Apresentador                                                                                                 |
| 2021               | RTP1                     | Festival RTP da Canção 2021              | Apresentador com Sónia Araújo                                                                                |
| 2021               | RTP1                     | Força Portugal                           | Apresentador com Sónia Araújo                                                                                |
| 2021               | RTP1                     | São João 2021                            | Apresentador com Sónia Araújo                                                                                |
| 2021               | RTP1                     | 7 Maravilhas da Nova Gastronomia         | Co-Apresentador                                                                                              |
| 2022               | RTP1                     | Festival RTP da Canção 2022              | Apresentador, com Sónia Araújo                                                                               |
| 2022 - presente    | RTP1                     | Portugal no Mundo                        | Co-Apresentador                                                                                              |
| 2022 - presente    | RTP1                     | Casamentos de Santo António              | Apresentador com Vanessa Oliveira, Serenella Andrade, Isabel Angelino e Joana Teles                          |
| 2022               | RTP1                     | Noite de São João                        | Apresentador, com Sónia Araújo, Rita Belinha, José Manuel Monteiro, Tatiana Ourique e Vasco Pernes           |
| 2023               | RTP1                     | Carnaval de Estarreja                    | Apresentador, com Sónia Araújo, Lara Lopes, Tiago Góes Ferreira e Duarte Rebolo                              |
| 2023               | RTP1                     | Festival RTP da Canção 2023              | Apresentador, com Sónia Araújo                                                                               |
| 2023               | RTP1                     | Noite de São João                        | Apresentador, com Sónia Araújo, José Manuel Monteiro, Lara Lopes e Graça Moniz                               |
| 2023               | RTP1                     | Festa de Natal                           | Apresentador, com Sónia Araújo, Lara Lopes, Inês Carranca, José Manuel Monteiro, Graça Moniz e Duarte Rebolo |
| 2024               | RTP1                     | Festival RTP da Canção 2024              | Apresentador, com Sónia Araújo                                                                               |
| 2024               | RTP1                     | Festa da Flor da Madeira                 | Apresentador, com Licínia Macedo e Catarina Fernandes                                                        |
| 2024               | RTP1                     | Festa do Emigrante Barcelos              | Apresentador, com Joana Teles e José Manuel Monteiro                                                         |
| 2024               | RTP1                     | Festa do Emigrante Viseu                 | Apresentador, com Joana Teles e José Manuel Monteiro                                                         |
| 2024               | RTP1                     | Adeus 2024                               | Apresentador, com Sónia Araújo                                                                               |
| 2025               | RTP1                     | Festival RTP da Canção 2025              | Apresentador, com José Carlos Malato                                                                         |
| 2025               | RTP1                     | Noite de São João                        | Apresentador, com Sónia Araújo, Rita Belinha e Tiago Góes Ferreira                                           |

## Cinema
| Ano  | Nome                        | Personagem | Realizador  |
| 2009 | Star Crossed – Amor em Jogo | Repórter   | Mark Heller |

## Títulos como treinador do Futebol Clube de Arouca
III Divisão Nacional - Nível 4
EQUIPAS
|  | ÉPOCA   | EQUIPA                      | J | V |  |
|  | ------- | --------------------------- | - | - |  |
|  | 2007/08 | FC Arouca                   | 4 | 2 |  |
|  | 2006/07 | FC Arouca Treinador-adjunto |   |   |  |